# Asterobemisia lata
Asterobemisia lata là một loài côn trùng cánh nửa trong họ Aleyrodidae, phân họ Aleyrodinae.
Asterobemisia lata được Danzig miêu tả khoa học đầu tiên năm 1966.